# Lyss
Lyss is een gemeente en plaats in het district Seeland van het Zwitserse kanton Bern en telt 14.200 inwoners.

## Geboren
- Josef Imbach (1894-1964), atleet, olympisch deelnemer